# TGM3

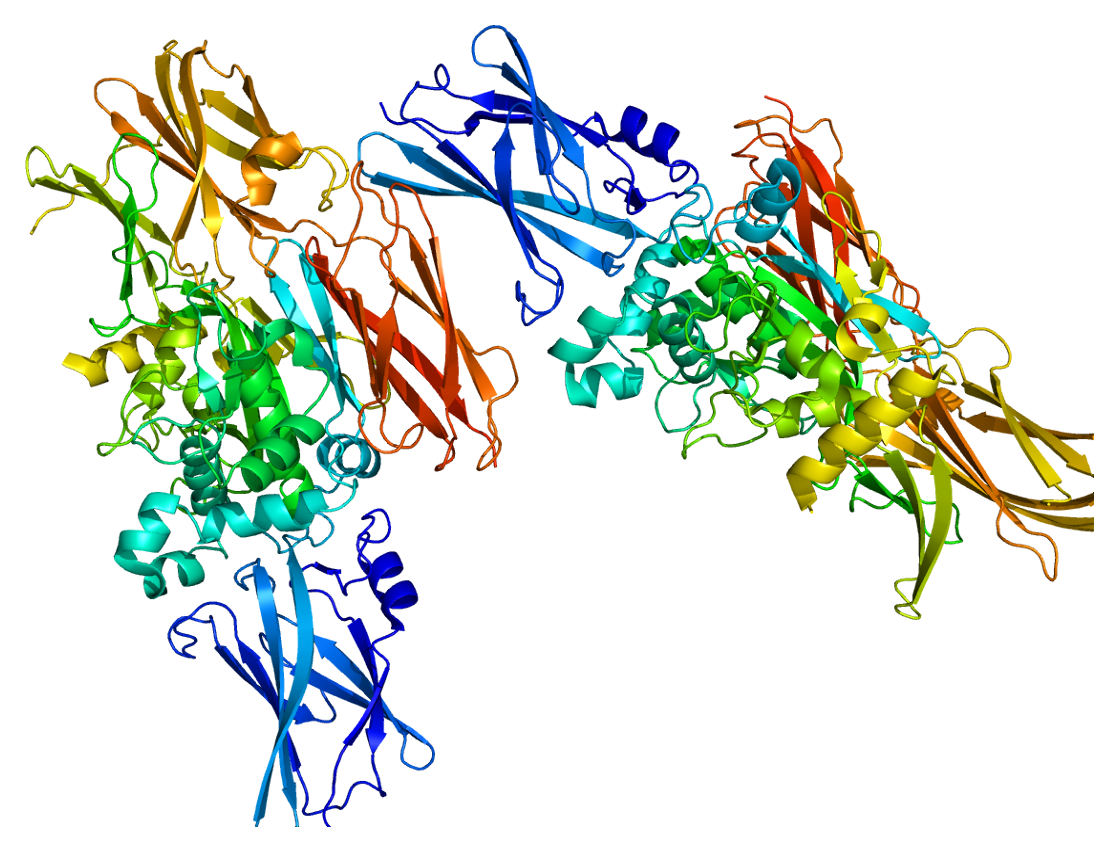
Estructura de la proteína TGM3. Basado en la representación PyMOL de PDB 1l9m.

La proteína-glutamina gamma-glutamiltransferasa E es una enzima que en humanos está codificada por el gen TGM3.
Las transglutaminasas son enzimas que catalizan la reticulación de proteínas mediante enlaces isopéptidos épsilon-gamma glutamil lisina. Si bien la estructura primaria de las transglutaminasas no se conserva, todas tienen la misma secuencia de aminoácidos en sus sitios activos y su actividad depende del calcio. La proteína codificada por este gen consta de dos cadenas polipeptídicas activadas a partir de una única proteína precursora mediante proteólisis. La proteína codificada está involucrada en las últimas etapas de la formación de la envoltura celular en la epidermis y el folículo piloso.